# Historiske glimt, Løjt Kirkeby skole
Historiske glimt, Løjt Kirkeby skole er en dansk dokumentarfilm fra 1995 instrueret af Jørgen Lundby.

## Handling
Der forsøges givet en kort beskrivelse af de forskellige skolehuse, der har været i Løjt Kirkeby begyndende med de tidligst kendte beretninger. Tyskernes erkendelse af skolens betydning for påvirkning i henholdsvis tysk og dansk omkring 1900 beskrives.